# Wenzel Größl
Wenzel Größl, uváděn též jako Wenzel Groessl (19. srpna 1856 Starý Prenet – 2. října 1910 Vídeň) byl rakouský a český politik německé národnosti, na počátku 20. století poslanec Českého zemského sněmu a Říšské rady.

## Biografie
Profesí byl zemědělcem. Prosazoval pokrokové metody v zemědělství a chovu dobytka.
Ve volbách roku 1897 se stal poslancem Říšské rady (celostátní zákonodárný sbor), za kurii venkovských obcí, obvod Vimperk, Volary, Kašperské Hory atd. Poslanecké křeslo obhájil za týž obvod ve volbách roku 1901 a uspěl i ve volbách roku 1907, konaných již podle všeobecného a rovného volebního práva (zvolen za obvod Čechy 124).
V roce 1906 se uvádí coby jeden z pěti poslanců Říšské rady, zastupujících Německou agrární stranu (Deutsche Bauernpartei).
Počátkem 20. století se zapojil i do zemské politiky. Ve volbách v roce 1901 byl zvolen v kurii venkovských obcí (volební obvod Nýrsko) do Českého zemského sněmu. Politicky patřil k Německé pokrokové straně (němečtí liberálové). Mandát obhájil ve volbách v roce 1908, za kurii venkovských obcí, obvod Kašperské Hory, Nýrsko, Hartmanice, Vimperk. Nyní se uvádí jako člen Německé agrární strany, mezi jejíž zakladatele patřil spolu s Gustavem Schreinerem. Rovněž na Říšské radě se po roce 1907 uvádí jako člen Německé agrární strany, respektive širšího poslaneckého klubu Německý národní svaz.
Jako politik se zasloužil o zlepšení dopravní infrastruktury v oblasti Šumavy. Zemřel v říjnu 1910.